# یودا، ایواته
یودا، ایواته (به لاتین: Yuda) یک منطقهٔ مسکونی در ژاپن است که در ناحیه توهوکو واقع شده‌است. یودا ۳٬۷۱۰ نفر جمعیت دارد.